# Programa H
Programa H (também conhecido como O+ em 2000 e Superpositivo entre 2000 e 2002) foi um programa produzido e exibido pela emissora Band, voltado ao público jovem. Foi exibido entre 28 de outubro de 1996 e 15 de fevereiro de 2002, sendo dividido em três fases, apresentadas por Luciano Huck, Otaviano Costa e Sabrina Parlatore, respectivamente.

## História

### 1996–99: Programa H
Pensado pela Bandeirantes para frear o sucesso do Programa Livre apresentado por Serginho Groisman no SBT, o Programa H estreou em 28 de outubro de 1996, inicialmente exibido as 16h, apresentado por Luciano Huck e com a música comandada pelo DJ Théo Werneck.
Em fevereiro de 1998, Suzana Alves passou a integrar o programa como a personagem Tiazinha, utilizando um biquíni preto, máscara e chicote sadomasoquista, sendo inspirada na Mulher-Gato dos quadrinhos da DC Comics. A jovem ajudava como assistente de palco e participava das brincadeiras com os meninos, os quais eram colocados em cadeiras de dentista e tinham que responder corretamente as perguntas ou pagar a prenda estipulada por ela – que ia desde algumas chicotadas, até depilar alguma parte do corpo do rapaz. Pelo teor das brincadeiras, a atração passou a ser exibido as 21h, no horário nobre, alavancando a audiência da emissora de 2 para 15 no novo horário. O programa, que inicialmente era mais musical, passou a apostar em jogos, pautas sobre o universo jovem e maior interação com a plateia. Em pouco tempo Tiazinha se tornou um fenômeno, tendo diversos produtos licenciados e recebendo em torno de 50 cartas diárias, a campeã nacional de correspondência da televisão naquela época, batendo Claudio Heinrich, da Rede Globo, que era o principal do gênero.
Em 6 de dezembro, é integrada ao programa outra assistente de palco, Feiticeira, personagem incorporada por Joana Prado e inspirada no seriado Jeannie É um Gênio em uma roupagem erótica, trazendo a modelo de biquíni, enrolada em panos transparentes e um véu cobrindo a boca, simbolizando que ela não podia falar. Junto com Tiazinha, ela ajudava nos jogos.
Entre dezembro de 1998 e janeiro de 1999, durante o verão, o programa ganhou uma edição exibida diretamente na praia, trazendo a apresentação de Susana Werner durante as férias de Luciano, que não tirava há dois anos. Em setembro de 1999, Suzana Alves deixa o programa para estrelar seu próprio seriado na emissora, As Aventuras de Tiazinha, idealizado pelo próprio Luciano, embora a direção do programa tivesse tentado mantê-la nas duas produções, oferecendo-lhe a chance de co-apresentar o H, o que foi recusado por ela. No mesmo mês, Luciano assina contrato com a Rede Globo e, em 2 de outubro, se despede do programa.

### 1999–00: O+
Em 4 de outubro, o programa passa a ser comandado por Otaviano Costa, vindo da MTV Brasil e seguindo a mesma linha de Luciano, uma aposta da emissora para não afastar o público caso colocasse um apresentador radicalmente diferente. Entre as mudanças estiveram o fato da Feiticeira passar a falar e realizar reportagens, o DJ Théo Werneck comandar um quadro de entrevistas com cantores e a mudança do nome para O+ ("Ó positivo") para adequar-se ao nome do novo apresentador.
Em 17 de janeiro de 2000, o programa lança uma nova personagem, Índia, interpretada pela modelo descendente de indígenas Aigo Enaudo e que tinha a missão de substituir a Tiazinha no imaginário do público. Apesar da jovem chegar a mostrar os seios ao vivo para popularizar-se com os homens, a personagem sofreu grande rejeição e, em 8 de fevereiro, Aigo foi demitida da emissora com apenas um mês de trabalho.

### 2000–02: Superpositivo
Em julho de 2000, o programa passa por uma nova reformulação, que incluía novos cenários, reportagens externas e uma nova alteração de nome para Superpositivo. Além disso, a atração passou a mais democrática e também visar o público feminino ao contratar os gêmeos Flávio e Gustavo Mendonça, que se apresentavam vestidos apenas com um calção ou sunga, realizando brincadeiras com as mulheres, no qual a vencedora dos jogos era carregada por eles e recebia uma dança erótica. Em menos de dois meses os irmãos se tornaram recordistas de cartas da emissora e passaram a estampar a capa de diversas revistas, renovando a repercussão do programa. Em setembro foi a vez do público masculino ganhar uma nova assistente, a Internética, interpretada por Marina Filizola, que ficava dentro de uma redoma de vidro e respondia as perguntas sobre sexo enviadas pelos internautas deitada em uma cama vestindo apenas lingerie.
Em 7 de maio de 2001, Sabrina Parlatore passa a dividir o comando do programa com Otaviano após a direção avaliar como positiva sua receptividade com o público no comando do reality show Território Livre. Dois meses depois, no entanto, Otaviano assinou com a RecordTV, alegando estar insatisfeito com todo o erotismo do programa, sendo que a partir de 27 de agosto Sabrina passa a comandá-lo sozinha. O programa seguiu com os mesmos moldes até 15 de fevereiro de 2002, quando foi extinto, uma vez que a direção avaliou que o formato estava desgastado e Sabrina precisava de mais tempo para se dedicar ao Clipmania.

## Equipe
Apresentadores
- Luciano Huck (1996–99)
- Otaviano Costa (1999–01)
- Sabrina Parlatore (2001–02)

Assistentes de palco
- Amanda Vieira (Hzete) (1996–97)
- Fabiana Garcia (Hzete) (1996–97)
- Taís Valieri (Hzete) (1996–97)
- Suzana Alves (Tiazinha) (1998–99)
- Joana Prado (Feiticeira) (1998–02)
- Flávio e Gustavo Mendonça (2000–02)
- Marina Filizola (Internética) (2000–02)
- Aigo Enaudo (Índia) (2000)

Música
- DJ Théo Werneck (1998–02)